# Herb gminy Czarny Bór
Herb gminy Czarny Bór – jeden z symboli gminy Czarny Bór.

## Wygląd
Herb przedstawia w polu srebrnym centralnie wieżę czerwoną, osadzoną na zielonym pagórku i flankowaną przez dwa drzewa iglaste.
Wcześniej używany herb, ustanowiony 1 marca 1996, wyobrażał na w polu niebieskim las złożony z zielonych drzew iglastych, stojących na zielonym polu przedzielonym niebieską rzeką, a pomiędzy nimi ceglaną wieżę. Nad całością czarna nazwa gminy.

## Symbolika
Wieża nawiązuje do ruin zamku w Czarnym Borze, pagórek do ukształtowania terenu, zaś drzewa do miejscowej flory. Drzewa iglaste były też obecne na pieczęci sądowej Czarnego Boru z XVIII wieku.

## Historia

Herb gminy w latach 1996-2024

Herb poprzedni był niezgodny z zasadami heraldyki, dlatego w 2009 ówczesny wojewoda dolnośląski zawnioskował o stwierdzenie nieważności załącznika do statutu gminy, zawierającego wizerunek herbu. Wyrokiem nr III SA/Wr 369/09 Wojewódzkiego Sądu Administracyjnego we Wrocławiu z dnia 7 października 2009 odrzucono jednak ten wniosek, argumentując to faktem, iż gmina nie musiała wnioskować do Komisji Heraldycznej o zatwierdzenie herbu, ponieważ ten został zatwierdzony przed 1998
Nowy herb, przyjęty 25 czerwca 2024 roku, powstał jako dostosowanie wcześniejszego herbu do zasad heraldyki. Opracowali go Kamil Wójcikowski i Robert Fidura.